# Herba de la feridura
L'herba de la feridura o herba de Sant Antoni (Sideritis hirsuta) és una planta de la família de les lamiàcies que habita a la península Ibèrica, sud de França i Itàlia. A Espanya habita a Castella i Lleó. Creix dispersa en prades, sobre sòls pedregosos assolellats, vessants, vinyes, oliveres i cunetes. Planta de 10-35 cm, de tiges amb pèls llargs i aspres; fulles oposades sobre ells, més llargues que amples, amb contorn d'ou, dentades. Flors blanques, d'entorn d'un cm, labiades, amb el llavi superior partit i aixecat, com orelletes de conill i l'inferior penjant. Es disposen sobre la tija, en grups bastant separats uns dels altres, d'unes 5-6 flors. formant llargues espigues. Quan les flors cauen queden els verds calzes en què maduren els fruits. Floreix a la primavera i estiu. El seu nombre cromosòmic és 2n=30: 2n=28: 2n=34